# Analisté
Analisté, neboli letopisci, byli nejstarší římští dějepisci. Jejich pojmenování vychází z toho, že popisovali historické události v časovém sledu, rok za rokem (latinsky annus - rok).
Jejich díla začínala nejčastěji založením Říma a končila svou dobou. První analisté se objevují v druhé polovině 3. století př. n. l. a píší z propagačních důvodů řecky (Q. Fabius Pictor). Jejich následovníci ve 2. století př. n. l. již psali latinsky. Tyto skupiny jsou nazývány starší analisté. Mladšími analisty jsou nazýváni historici 1. století př. n. l., kteří přes rozvoj dějepisectví nadále používali analistického postupu (Quintus Claudius Quadrigarius). 
Analisté stáli u základů římského dějepisectví. zásadně ovlivnili i pozdější historiky (Livius, Tacitus). Z jejich díla se dochovaly pouze zlomky.